# Lochmaea caprea
Lochmaea caprea är en skalbaggsart som först beskrevs av Carl von Linné 1758.  Lochmaea caprea ingår i släktet Lochmaea, och familjen bladbaggar. Arten är reproducerande i Sverige.

## Bildgalleri

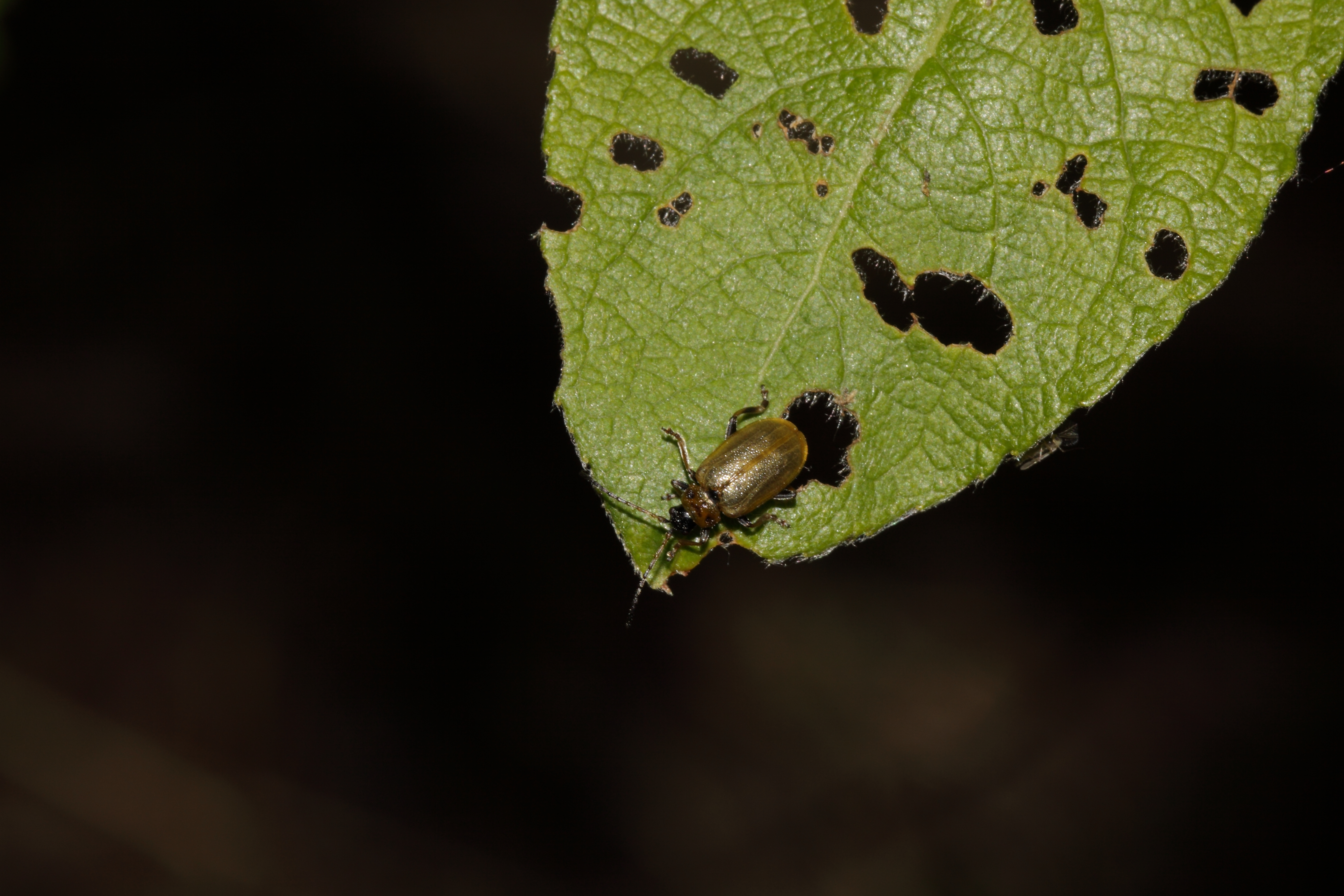
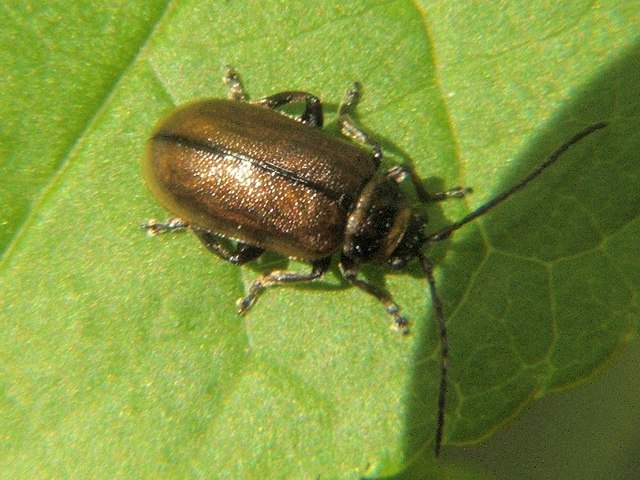
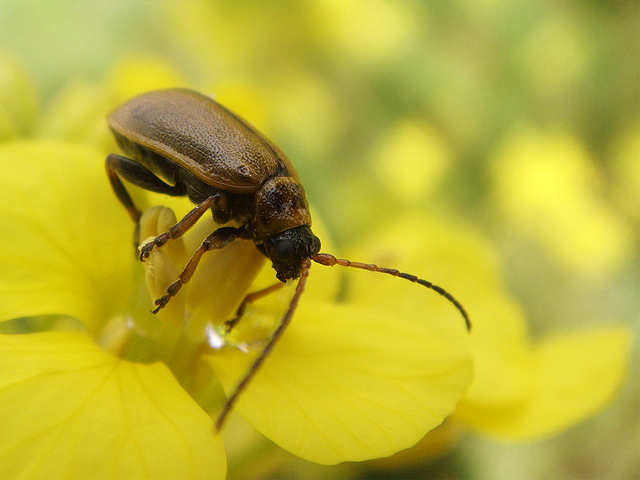
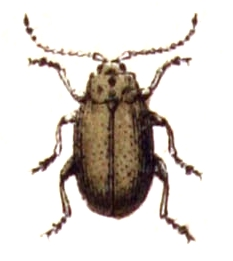
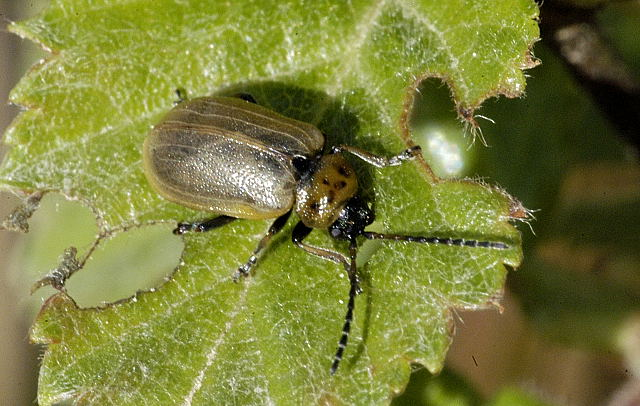